# Arthur Gerard McDonald

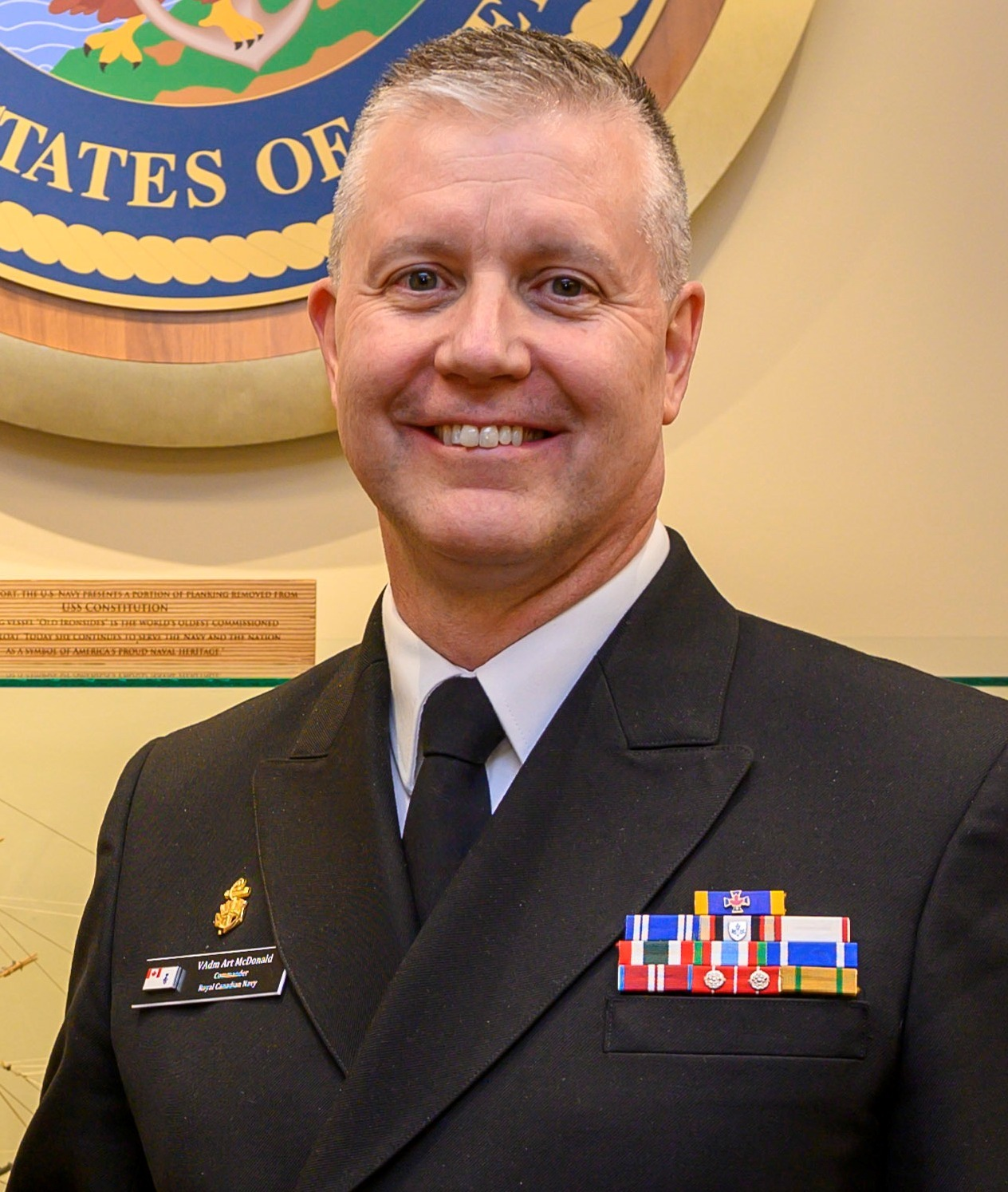
Art McDonald (2020)

Arthur „Art“ Gerard McDonald (* 1967 in New Waterford, Nova Scotia) ist ein ehemaliger kanadischer Admiral und kurzzeitiger Befehlshaber der kanadischen Streitkräfte (Chief of the Defence Staff). Zuvor war er von 2019 bis 2021 Kommandeur der Royal Canadian Navy. Er ist Absolvent des Royal Military College of Canada.
Art McDonald wurde in Folge von Jonathan Vance Befehlshaber des Verteidigungsstabs. Er hatte diese Position vom 14. Januar 2021 bis zum 24. Februar 2021 inne. Nach Vorwürfen wegen sexuellen Fehlverhaltens zog es McDonald vor, während die Ermittlungen im Gange waren, sich freiwillig aus dem Amt zurückzuziehen. Am 8. August 2021 stellte die kanadische Militärpolizei aus Mangel an Beweisen ihre Ermittlungen ein. Am 25. November 2021 wurde McDonald offiziell von seinem Kommando als Stabschef der Verteidigung entbunden und Wayne Eyre dauerhaft in die Position berufen. Das Privy Council Office begründete die Entlassung mit McDonalds „beispiellosen Schritten“, um seine alte Position wiederzuerlangen.